# Tetragonisca
Tetragonisca é um gênero de abelha sem ferrão presente do México até toda a América do sul em sua parte tropical e subtropical. Em termos de estrutura física, são muito parecidas com as abelhas do gênero Frieseomelitta, Scaura e Tetragona. Existem por volta de 500 espécies de abelhas sem ferrão no mundo catalogadas em diversos gêneros diferentes. Muitas espécies ainda não foram descobertas e outras estão passando por revisões para reenquadrá-las como novas espécies ou pertencentes a outros gêneros.
Existem até o momento 4 espécies de Tetragonisca catalogadas, são elas:
| Gênero       | Espécie                                           | Nome popular (se tiver) |
| Tetragonisca | Tetragonisca angustula                            | jataí, alemãozinha, maria-seca, virginitas, virgencitas, angelitas, abelhas-ouro, mariita, mariola, jatai-verdadeira, españolita, ingleses, mosquitinha-verdadeira, my-krwàt, jimerito, ramichi-amarilla, moça-branca, jatahy-amarello, trez-portas, jatihy, jatai-piqueno, jatay, jaty, jatahy, mosquito-amarelo, jataí-do-oco |
| Tetragonisca | Tetragonisca fiebrigi                             | yatei, yatai, yateí, jateí, abelhas-ouro, jataí-do-sul, jataí-da-terra. |
| Tetragonisca | Tetragonisca weyrauchi                            | jataí-acreana, pusebûki |
| Tetragonisca | Tetragonisca buchwaldi                            | mariola negra |
| Tetragonisca | Tetragonisca subsp fiebrigi x angustula (híbrida) | Jataí-Híbrida |